# Evaporador d'efecte múltiple

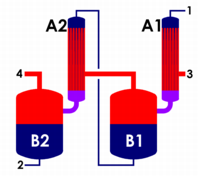
Diagrama d'un evaporador per pel·lícula de doble efecte. Vapors condensats del tanc B1 escalfen l'evaporador A2. 1=alimentació, 2=producte, 3=flux, 4=vapors

L'evaporador d'efecte múltiple, tal com es defineix en enginyeria química, és un aparell que usa la calor provinent del vapor per evaporar aigua de forma eficient. L'evaporació amb efecte múltiple en plantes pot aconseguir vuit etapes o més en plantes d'extracció de sucre, mentre que en la producció de paper se solen usar sis etapes per extreure la polpa de paper.

## Història
L'evaporador d'efecte múltiple va ser dissenyat per l'inventor i enginyer americà Norbet Rillieux. Encara que Rillieux va dissenyar l'aparell durant la dècada de 1820 i va construir un prototip en 1834, no va poder construir el primer evaporador pràctic industrial fins a 1845. Originalment dissenyat per concentrar sucre provinent del suc de la canya de sucre, avui dia s'usa àmpliament en la indústria on volums gran d'aigua necessitin ser evaporats, com en la producció de sal o en la dessalinització d'aigua.

## Procediment
En un evaporador d'efecte múltiple la destil·lació es realitza mitjançant diverses etapes, en cadascuna de les quals una part de l'aigua salada s'evapora i es condensa en aigua dolça. La pressió i la temperatura van descendint en cada etapa aconseguint-se concentració de la salmorra resultant. El calor obtingut de la  condensació serveix per escalfar de nou l'aigua que cal destil·lar.
En un evaporador d'efecte múltiple, l'aigua es bull en una seqüència de recipients, cadascun amb una pressió menor que l'anterior. A causa de la temperatura d'ebullició de l'aigua, el vapor que bull en un recipient pot ser usat per escalfar el següent, i solament el primer recipient(el de major pressió) requereix una font externa de calor. En teoria es poden construir un nombre il·limitat d'etapes, però evaporadors amb més de quatre etapes són excepcions rares i que només s'usen quan es vol recuperar el resultant d'evaporar l'aigua en sistemes de recuperació química, on es poden aconseguir més etapes.